# كرش جير
كرش جير مسلسل أنمي ياباني من إنتاج استديو سنرايز . تم عرضه لأول مرة في 7 أكتوبر 2001 واستمر حتى 26 يناير 2003 .

## الممثلون
- آمنة عمر - جواد
- زياد الرفاعي - فوزي
- بثينة شيا - ناظم
- رأفت بازو - جميل
- مجد ظاظا - شحرور، ياسمين
- حنان شقير
- هزار الحرك - غنى
و
- أنجي اليوسف - فؤاد

## روابط خارجية
- Sunrise Official website نسخة محفوظة 21 يوليو 2011 على موقع واي باك مشين.
- كرش جير على موقع IMDb (الإنجليزية)
- كرش جير على موقع قاعدة بيانات الفيلم (الإنجليزية)
- كرش جير على موقع ANN anime (الإنجليزية)
- Animax's official website for Crush Gear Turbo